# John Archer (football)
Pour les articles homonymes, voir John Archer et Archer (homonymie).
John Archer est un footballeur anglais né le 18 juin 1941 à Biddulph.

## Carrière
- 1959-1961 : Port Vale FC  Angleterre
- 1961-1966 : Bournemouth AFC  Angleterre
- 1966-1968 : Crewe Alexandra  Angleterre
- 1967-1968 : → Huddersfield Town (prêt)  Angleterre
- 1969-1972 : Chesterfield FC  Angleterre